# Matěj Rössler
Matěj Rössler (27. listopadu 1754 Jindice – 29. srpna 1829 Poděbrady) byl kněz, pomolog a zakladatel českého ovocnářství a tvůrce poděbradského ovocného sadu Sanspareil (francouzsky „Jedinečná“).

## Život
Narodil se v Jindicích u Kutné Hory, byť některé zdroje uvádějí jako místo narození Úmonín nebo Bykáň. Byl nejstarším ze sedmi dětí zahradníka Petra Rösslera, který spravoval sady ležící na církevních pozemcích ve vlastnictví kutnohorských jezuitů. Matěj Rössler se rozhodl pro církevní dráhu. Studoval na jezuitské koleji a poté na pražském gymnáziu. Jako mladý katecheta nastoupil do Poděbrad, kde na obecné škole učil náboženství a němčinu. Zároveň si v ulici Na Vinici pronajal zahradu domu č.p. 48, kde založil ovocnou školku. Po roce musel změnit své působiště, pracoval ve Chlebech, Zdechovicích, Brandýse nad Labem a Jaroměři. Po osmi letech se stal poděbradským děkanem a zůstal jím po dalších 34 let až do své smrti. Jako děkan byl velmi pohostinný a společenský. Měl rád hudbu, zakládal pěvecká kvarteta a pro mladé pořádal taneční zábavy. Žil velmi skromně a podporoval chudé.
V Poděbradech žil až do roku 1829, kdy jej smrtelně ranila mrtvice. Byl pohřben do hrobky poděbradských děkanů v blízkosti hlavního kříže na starém hřbitově (dnes Purkyňovy sady). Po zrušení hřbitova byl hlavní kříž přesunut. Přesná poloha Rösslerova hrobu dnes není známa.

## Ovocnářství

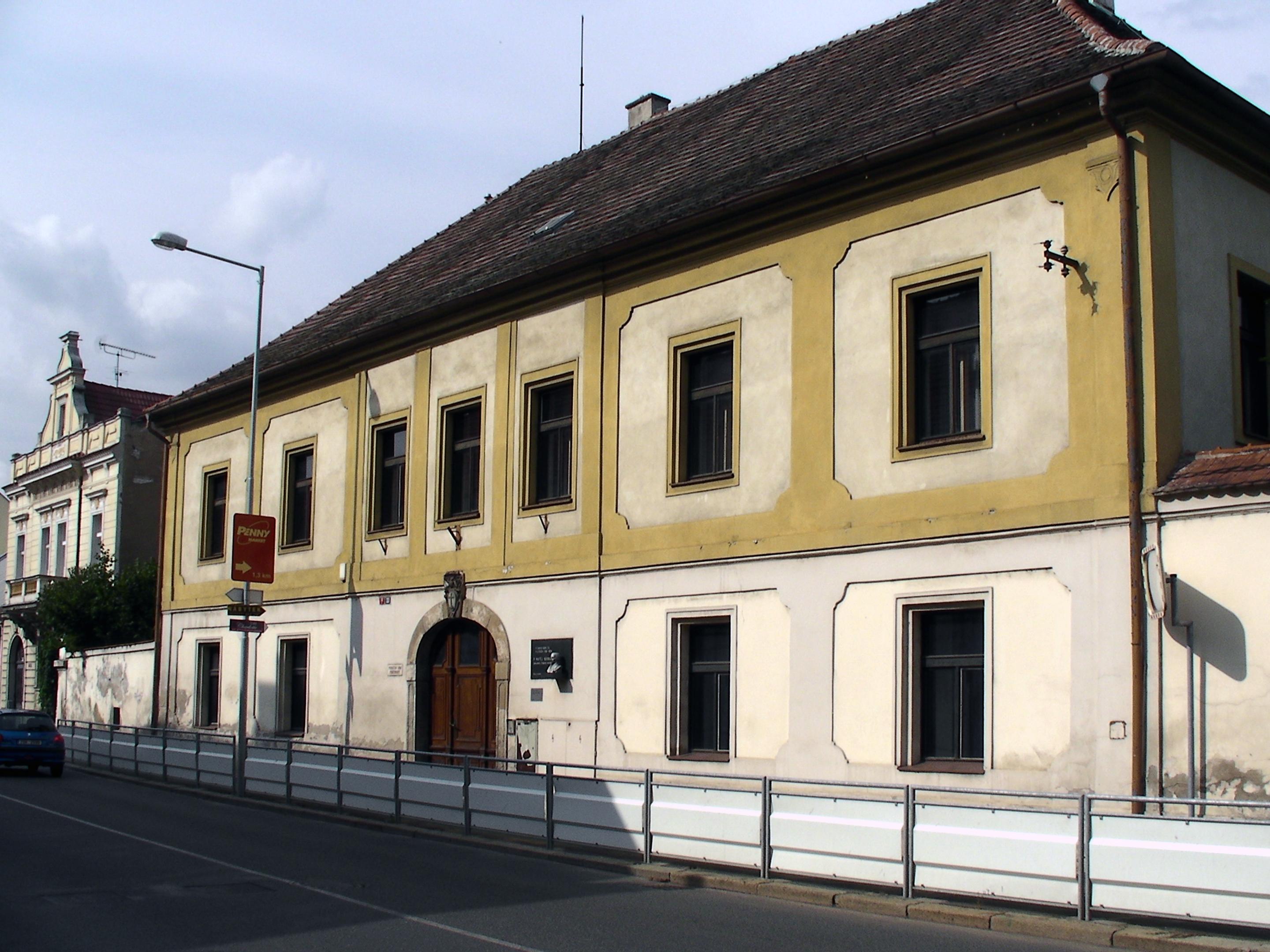
Děkanství v Poděbradech

Ve volném čase se Rössler věnoval ovocnářství. Zastával názor, že pěstování ovoce je důležitým a hospodářsky významným odvětvím. Už během svého dřívějšího pedagogického působení své žáky vzdělával v zahradnictví a sadařství.
Za městem zakoupil rozsáhlé pozemky, na kterých v letech 1801 až 1804 založil ovocný sad Sanspareil o rozloze cca 5 hektarů.  V něm shromáždil největší sortiment ovocných odrůd v tehdejší Evropě. Ve vrcholném období kolem roku 1816 zde bylo téměř 800 odrůd jabloní, 550 odrůd hrušní, 300 odrůd třešní, 130 odrůd slivoní a mnoho dalších ovocných druhů včetně bobulovin. O každém stromku si Rössler vedl podrobné záznamy. Stromky si vyměňoval s dalšími pěstiteli, včetně zahraničních. Kvalitní odrůdy zdarma poskytoval místním pěstitelům. Sad Sanspareil zanikl po Rösslerově smrti. Protože se nenašel pokračovatel v jeho díle, pozemky koupil roku 1840 jistý Biersang, který na nich zbudoval selský dvorec. Ovocné stromy byly vykopány a prodány, nebo spáleny. 

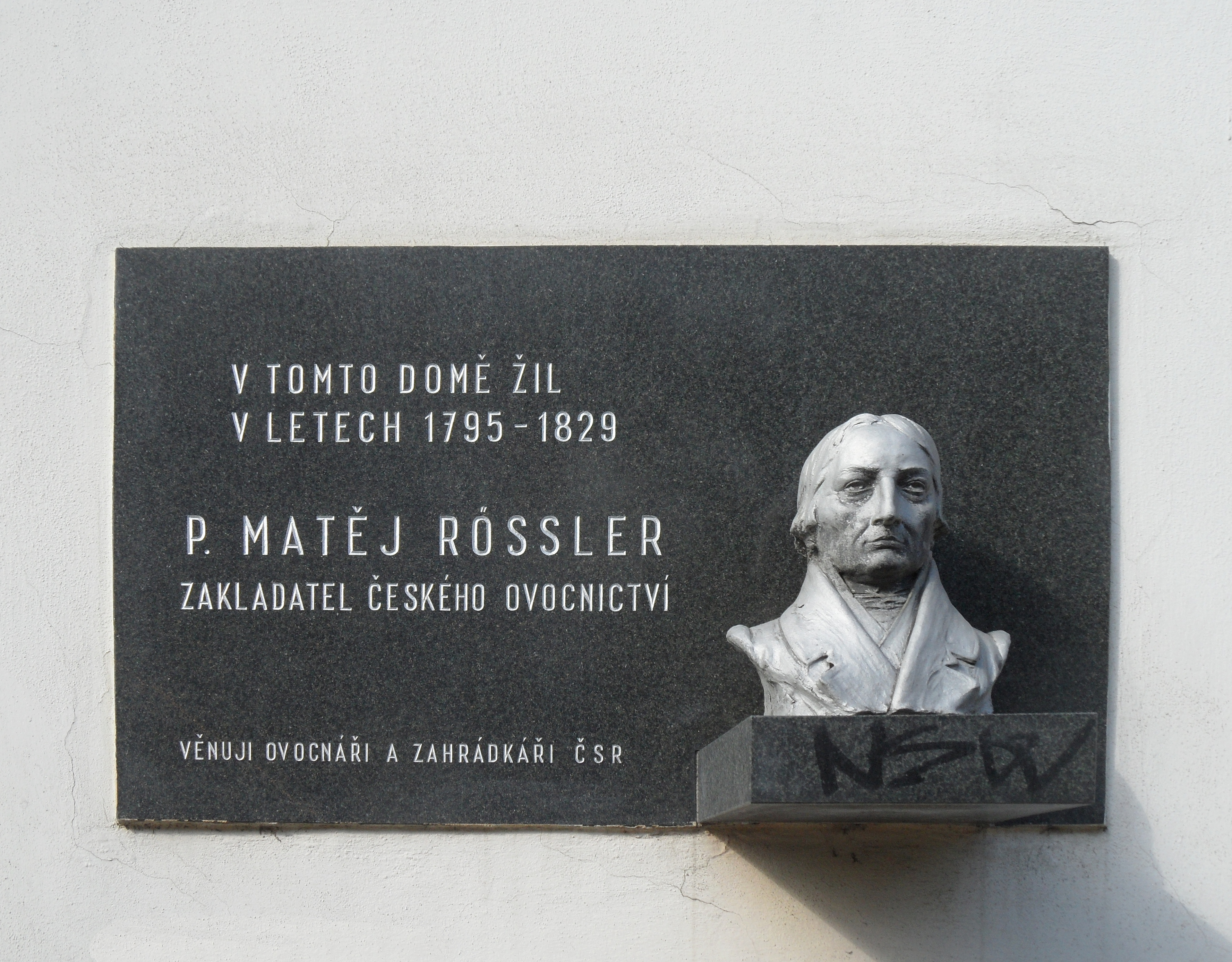
Rösslerova pamětní deska na budově děkanství

Rössler psal rozsáhlé pomologické studie, zabýval se systematickým tříděním a hodnocením odrůd. Seznam výpěstků roku 1795 sepsal ve spise Pomona bohemica. Důraz kladl na pěstování nových, zahraničních odrůd, které získával od ovocnářů z Francie, Anglie a Nizozemí. Byl v kontaktu s jedním z nejlepších evropských pomologů Friedrichem Dielem a vzájemně si vyměňovali své výpěstky. Rössler je přešlechťoval na místní podmínky. Některé odrůdy se udržely až do současnosti, například Parména zlatá nebo Dielova máslovka. Mnoho dalších odrůd vyšlechtil sám, jako vlastenec je pojmenovával jmény českých historických osobností (např. Hruška Krále Jiřího nebo Reneta Kostky z Postupic).  Rössler také propagoval Dielovu metodu pěstování ovocných stromků v květináčích a jiných nádobách.  Velkou pozornost věnoval i domácím odrůdám, měl síť spolupracovníků, kteří mu posílali zajímavé exempláře. Obohatil zastaralý sortiment ovocných stromů o nové domácí i zahraniční odrůdy.
Zasloužil se o ustavení Českého spolku štěpařského v Praze roku 1820. 

## Připomínky
Matěje Rösslera připomíná pamětní deska s bustou umístěná na průčelí poděbradského děkanství, kterou věnovali v roce 1965 ovocnáři a zahrádkáři ČSR.  Pamětní deska byla slavnostně odhalena 27.9.1969. Na průčelí gymnázia Jiřího z Poděbrad je umístěna Rösslerova busta ve dvojnásobku životní velikosti. Jeho jméno nese také jedna z poděbradských ulic a cyklostezka vedoucí z Poděbrad do obce Pátek.